# Walther Siegismund von Pflugk
Walther Siegismund von Pflugk (* 17. April 1864 in Dresden; † 27. Mai 1936 in Dresden) war ein deutscher Jurist und höherer sächsischer Staatsbeamter. Er war Amtshauptmann, Geheimer Rat und Ministerialdirektor im Ministerium des Innern.

## Leben und Wirken
Er war der Sohn des Geheimen Regierungsrates Ludwig Ferdinand von Pflugk. Nach dem Besuch der Fürstenschule St. Afra in Meißen und trat er als Einjährig-Freiwilliger beim 2. Grenadier-Regiment Nr. 101 in Dresden ein. Danach studierte er Rechtswissenschaft an den Universitäten Leipzig und Heidelberg. Nach Bestehen der ersten juristischen Staatsprüfung trat er in den juristischen Vorbereitungsdienst bei den Amtsgerichten Dresden und Zwickau ein. Im Jahre 1892 wurde er bei der Polizeidirektion Dresden angestellt. 
Vom 1. Juli 1895 bis 31. März 1897 war er Bezirksassessor bei der Amtshauptmannschaft Borna und danach bis zum 30. April 1899 zweiter juristischer Sekretär und Hilfsarbeiter beim Evangelisch-lutherischen Landeskonsistorium Dresdcn. Im Anschluss war er Regierungsassc´essor an der Amtshauptmannschaft Pirna und vom 1. Oktober 1901 bis 31. Mai 1903 Regierungsrat an der Kreishauptmannschaft Bautzen. 
Plfugkr übernahm am 1. Juni 1903 die Leitung der Amtshauptmannschaft Löbau und am 1. Oktober 1909 die der Amtshauptmannschaft Bautzen. Am 1. Juni 1919 wurde ihm unter Verleihung der Dienstbezeichnung Geheimer Rat die Stelle eines Ministerialdirektors im sächsischen Ministerium des Innern übertragen.
Bis zu seinem Tod war er 37 Jahre lang Vorsitzender des Familienverbandes von Pflugk. Er wurde auf dem Trinitatisfriedhof in Dresden bestattet.